# ジョージ・ボークラーク (第3代セント・オールバンズ公爵)
第3代セント・オールバンズ公爵ジョージ・ボークラーク（英語: George Beauclerk, 3rd Duke of St Albans、1730年6月25日 – 1786年2月1日）は、グレートブリテン王国の貴族。1730年から1751年までバーフォード伯爵の儀礼称号を使用した。

## 生涯

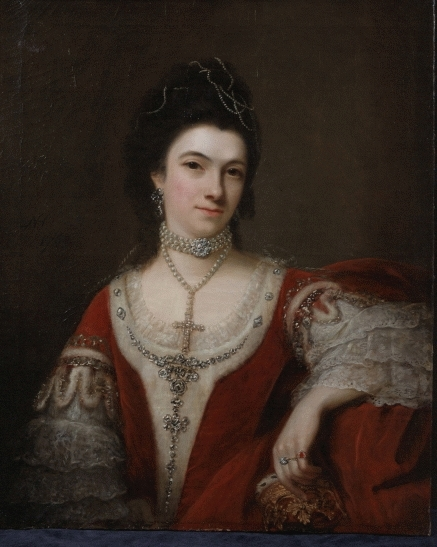
セント・オールバンズ公爵夫人ジェーン・ロバーツの肖像画、ナサニエル・ホーン作、1768年。

第2代セント・オールバンズ公爵チャールズ・ボークラークとルーシー・ウェルデン（Lucy Werden）の息子として、1730年6月25日に生まれた。
1751年7月27日に父が死去すると、セント・オールバンズ公爵の爵位を継承した。
1752年12月23日、ジェーン・ロバーツ（1778年12月16日没、第6代準男爵サー・ウォルター・ロバーツの娘）と結婚したが、2人の間に子供はいなかった。
1751年から1760年までと1771年から1786年までバークシャー統監を務めた。
1786年2月1日にブリュッセルで死去、3月11日にウェストミンスター寺院に埋葬された。親族のジョージ・ボークラークが爵位を継承した。